# Thyonella pervicax
Thyonella pervicax är en sjögurkeart. Thyonella pervicax ingår i släktet Thyonella och familjen korvsjögurkor. Inga underarter finns listade i Catalogue of Life.